# Regeringen Anker Jørgensen III
Regeringen Anker Jørgensen III, også kaldet SV-regeringen, arbejder-bonde-regeringen eller ministeriet Anker Jørgensen III, var Danmarks regering fra 30. august 1978 til 26. oktober 1979. 
På nær samlingsregeringerne i forbindelse med henholdsvis 1. og 2. Verdenskrig var det i mange år den eneste gang, Socialdemokratiet og Venstre har siddet i regering sammen, indtil koalitionsregeringen Mette Frederiksen II blev dannet i december 2022 med deltagelse af Socialdemokratiet, Venstre og Moderaterne. 

## Sammensætning
Regeringen bestod af følgende ministre fra Socialdemokratiet (A) og Venstre (V):
| Nr. | Ressortområde                                                               | Minister | Minister               | Tiltrådt posten | Forlod posten     | Parti             |
| --- | --------------------------------------------------------------------------- | -------- | ---------------------- | --------------- | ----------------- | ----------------- |
| 1   | Statsminister                                                               |          | Anker Jørgensen        | 30. august 1978 | 26. oktober 1979  | Socialdemokratiet |
| 2   | Finansminister                                                              |          | Knud Heinesen          | 30. august 1978 | 26. oktober 1979  | Socialdemokratiet |
| 3   | Udenrigsminister                                                            |          | Henning Christophersen | 30. august 1978 | 26. oktober 1979  | Venstre           |
| 4   | Justitsminister                                                             |          | Nathalie Lind          | 30. august 1978 | 26. oktober 1979  | Venstre           |
| 5   | Socialminister                                                              |          | Erling Jensen          | 30. august 1978 | 26. oktober 1979  | Socialdemokratiet |
| 6   | Minister uden portefølje med henblik på økonomisk samordning                |          | Per Hækkerup           | 30. august 1978 | 13. marts 1979    | Socialdemokratiet |
| 7   | Minister uden portefølje med særligt henblik på udenrigspolitiske spørgsmål |          | Lise Østergaard        | 30. august 1978 | 26. oktober 1979  | Socialdemokratiet |
| 8   | Miljøminister                                                               |          | Ivar Nørgaard          | 30. august 1978 | 26. oktober 1979  | Socialdemokratiet |
| 9   | Kirkeminister                                                               |          | Egon Jensen            | 30. august 1978 | 26. oktober 1979  | Socialdemokratiet |
| 10  | Minister for kulturelle anliggender                                         |          | Niels Matthiasen       | 30. august 1978 | 26. oktober 1979  | Socialdemokratiet |
| 11  | Fiskeriminister                                                             |          | Svend Jakobsen         | 30. august 1978 | 26. oktober 1979  | Socialdemokratiet |
| 12  | Minister for Grønland                                                       |          | Jørgen Peder Hansen    | 30. august 1978 | 26. oktober 1979  | Socialdemokratiet |
| 13  | Undervisningsminister                                                       |          | Ritt Bjerregaard       | 30. august 1978 | 22. december 1978 | Socialdemokratiet |
| 13  | Undervisningsminister                                                       |          | Dorte Bennedsen        | 5. januar 1979  | 26. oktober 1979  | Socialdemokratiet |
| 14  | Økonomiminister og minister for skatter og afgifter                         |          | Anders Andersen        | 30. august 1978 | 26. oktober 1979  | Venstre           |
| 15  | Landbrugsminister                                                           |          | Niels Anker Kofoed     | 30. august 1978 | 26. oktober 1979  | Venstre           |
| 16  | Forsvarsminister                                                            |          | Poul Søgaard           | 30. august 1978 | 26. oktober 1979  | Socialdemokratiet |
| 17  | Arbejdsminister                                                             |          | Svend Auken            | 30. august 1978 | 26. oktober 1979  | Socialdemokratiet |
| 18  | Indenrigsminister                                                           |          | Knud Enggaard          | 30. august 1978 | 26. oktober 1979  | Venstre           |
| 19  | Handelsminister                                                             |          | Arne Christiansen      | 30. august 1978 | 26. oktober 1979  | Venstre           |
| 20  | Boligminister                                                               |          | Erling Olsen           | 30. august 1978 | 26. oktober 1979  | Socialdemokratiet |
| 21  | Minister for offentlige arbejder                                            |          | Ivar Hansen            | 30. august 1978 | 26. oktober 1979  | Venstre           |

Som det fremgår af tabellen skete der ændringer i regeringens sammensætning den 22. december 1978, 5. januar 1979 og 13. marts 1979.